# アムル・ザキ
アムル・ハサン・ザキー（アラビア語: عمرو حسن زكى, ラテン文字表記:Amr Hassan Zaki, 1983年4月1日 - ）は、エジプト・マンスーラ出身の元同国代表サッカー選手。現役時代のポジションはフォワード。

## 経歴
ザキは、アル・マンスーラSCでプロとしてのキャリアをスタートし、ENPPI SCに移籍する2003-2004シーズン前まで所属していた。ENPPIに所属していた2004-2005シーズンには得点王になり、クラブを初めてのリーグ優勝へ導いた。また、リーグカップでも準優勝した。
2006年に開催されたアフリカネイションズカップで活躍し、エジプトのアル・ザマレク、アル・アハリやUAEのアル・アインFC、フランスのFCナントなどの多くのクラブの関心を集めた。最終的には、ロシアのロコモティフ・モスクワへ移籍することを決め、契約を結んだものの1試合も出場することなく、エジプトのアル・ザマレクへ移籍、チームの得点源として活躍した。
2008年7月22日にウィガン・アスレティックFCと1年間の期限付き移籍を締結。プレシーズンマッチ2試合で、2得点を挙げた。プレミアリーグデビューとなった8月16日の対ウェストハム・ユナイテッド戦で初得点を記録、8月30日の対ハル・シティFC戦では2得点を挙げ、5-0の勝利に貢献した。プレミアリーグ初年度ながらリーグの得点ランキングにも名を連ねる活躍を見せ、クラブの代表者であるデイヴ・ウェランは「ザキはアラン・シアラーのようだ」とその活躍を称えた。しかしシーズン後半は極度の不振に陥り、全くゴールを決められなかった。
2010年1月、ハル・シティAFCへレンタル移籍しプレミアリーグに復帰した。

## 代表歴
2004年6月20日に行われた、対コートジボワール代表戦で代表デビュー。代表初ゴールは10月8日に行われた、対リビア代表戦である。
2006年のアフリカネイションズカップでは、準決勝の対セネガル代表戦で、ミドに代わり途中出場し、ファーストタッチで決勝ゴールを決めるなど、エジプト代表の5度目となるタイトル獲得に貢献した。
2008年に開催された、アフリカネイションズカップでも、グループリーグの対ザンビア代表戦、準々決勝の対アンゴラ代表戦、準決勝のコートジボワール代表戦で得点するなど、4得点を記録、チームの連覇に貢献し、大会のベストイレブンにも選出された。

## 個人成績
| シーズン | クラブ                          | リーグ                         | リーグ | リーグ |
| シーズン | クラブ                          | リーグ                         | 出場   | 得点   |
| -------- | ------------------------------- | ------------------------------ | ------ | ------ |
| 2001-02  | エル・マンスーラ                | エジプト・プレミアリーグ       | 3      | 1      |
| 2002-03  | エル・マンスーラ                | エジプト・プレミアリーグ       | 17     | 19     |
| 2003-04  | ENPPI                           | エジプト・プレミアリーグ       | 22     | 8      |
| 2004-05  | ENPPI                           | エジプト・プレミアリーグ       | 26     | 10     |
| 2005-06  | ENPPI                           | エジプト・プレミアリーグ       | 16     | 9      |
| 2006     | ロコモティフ・モスクワ          | ロシアサッカー・プレミアリーグ | 0      | 0      |
| 2006-07  | ザマレク                        | エジプト・プレミアリーグ       | 21     | 10     |
| 2007-08  | ザマレク                        | エジプト・プレミアリーグ       | 23     | 7      |
| 2008-09  | ウィガン・アスレティック (loan) | プレミアリーグ                 | 29     | 10     |
| 2009-10  | ザマレク                        | エジプト・プレミアリーグ       | 6      | 0      |
| 2009-10  | ハル・シティ (loan)             | プレミアリーグ                 | 6      | 0      |
| 2010-11  | ザマレク                        | エジプト・プレミアリーグ       | 11     | 3      |
| 2011-12  | ザマレク                        | エジプト・プレミアリーグ       | 5      | 3      |
| 2012-13  | エラズースポル                  | スュペル・リグ                 | 8      | 0      |
| 2013-14  | アル＝サールミーヤ              | クウェート・プレミアリーグ     | 9      | 2      |
| 2014-15  | アラブ・コントラクターズ        | エジプト・プレミアリーグ       | 0      | 0      |
| 通算     | 通算                            | 通算                           | 202    | 82     |

## 獲得タイトル

### クラブ
ENPPI
- エジプト・カップ : 2005

ザマレク
- エジプト・カップ : 2008

### 代表
エジプト
- アフリカネイションズカップ : 2006, 2008

### 個人
- アフリカネイションズカップ・ベストイレブン : 2008